# Chełmża
Chełmża (tysk: Kulmsee tidligere Culmsee) er en by i det centrale Polen i voivodskabet kujavien-pommern nær floden Wisła med 14.967(2013) indbyggere og et areal på 7,84 km2.
Chełmża fik byrettigheder i 1251 og blev samtidigt bispesæde. Den romersk-katolske domkirke blev bygget i 1200-tallet og gennemgik en restaurering i 1400-tallet.

## Geografi
Chełmża ligger på Jezioro Chełmżyńskie, areal 2,7 km². Dette, tidligere Culmsee, 1251 opkaldt efter søen.